# 奥斯瓦尔多·普格列斯
奥斯瓦尔多·普格列斯（全名為奧斯瓦爾多·佩德羅·普格列斯）（Osvaldo Pugliese，1905年12月2日—1995年7月25日），阿根廷探戈音乐作曲家。他的音乐被列为四大探戈音乐代表学派之一[另外三大派为：胡安·达里恩佐（ Juan D`Arienzo）、卡洛斯·底萨里（Carlos Di Sarli）、阿尼巴尔·特洛伊罗（Aníbal Troilo）]。在阿根廷探戈舞会中，奥斯瓦尔多·普格列斯的音乐常會被放在舞会的后期，而人们也伴隨著他的旋律安静地跳一些緩慢的，深沉的舞。他亦把探戈音乐的戏剧化提升到了一个巅峰。

## 童年
1905年，奥斯瓦尔多出生在阿根廷首都布宜诺斯艾利斯的克雷斯波区（Villa Crespo）的一个意大利移民家庭，而克雷斯波区是布宜诺斯艾利斯的中层阶级区。他的父親是阿道夫·普格列斯（Adolfo Pugliese），母亲則是奥蕾莉亚·特雷尼奥（Aurelia Terragno）。父亲是鞋厂的工人，而在业余时间是一个探戈四重奏长笛手。也和其余探戈的音樂大师也一样，在很小的时候，奥斯瓦尔多已被音乐包围着。
父亲在他很小的时候开始教他小提琴。后来，由于他的音乐才能，奥斯瓦尔多进入了一所名為Odeon Conservatory的音乐学校。在那里，Antonio D'Agostino, Rubione Scaramuzza 和Pedro Vicente都曾指点过他。不過，他的兴趣則转移到了钢琴上，那个弹着深情旋律的奥斯瓦尔多因此开始了他的钢琴生涯。

## 踏入探戈音乐界
1921年，16岁的奥斯瓦尔多开始正式闯入布宜诺斯艾利斯的音乐界。他加入了阿根廷探戈历史上第一位女班多内翁演奏家弗兰西斯卡·帕基塔·贝纳多（Francisca “Paquita”Bernardo）的乐队—帕基塔乐队（Paquita Orchestra）。奥斯瓦尔多則在裡面擔任钢琴手。
1924年，19岁的他离开了帕基塔乐队，组成了恩里克·博莱特（Enrique Pollet）四重奏樂團，而他繼續擔任钢琴手這個職位。在这段时间里，奥斯瓦尔多写下了他其中最著名的樂曲之一——Recuerdo(回忆)。这首曲子被很多人认为是纯器乐风格探戈音乐的鼻祖。在很多年后，人们问奥斯瓦尔多為什麼要為這首樂曲取這個名字，奥斯瓦尔多則表示原来是没有名字的，但是他愿意称其为“回忆”，是因为他想用這首歌去表達有关他和他表兄弟们的一些回忆，因為当时在脏猪（La Chancha）咖啡馆演出时，他的表兄弟们经常来听他的演出。
1927年，他进入了著名的班多钮大师佩德罗·马菲亚（Pedro Maffia）的乐队，在那里还有后来和他组成另一只乐队的小提琴手奥维诺·瓦尔达罗（Elvino Vardaro）。值得一提的是，这支乐队是使用朱利奥·德·卡罗（Julio De Caro）的优雅缓慢的风格進行演奏，而奥斯瓦尔多一直追随着這種特色，直到最后发展出自己的風格。
1929年，24岁的奥斯瓦尔多·普格列斯同小提琴手奥维诺·瓦尔达罗一起成立了一个六重奏樂團，以他们两人的名字命名（瓦尔达罗-布格列斯乐队六重奏）（Sexteto Tipico Vardaro-Pugliese）。这支乐队在当时是以其先锋派的演出而闻名的，可惜的是没有留下任何紀錄。不過，这个乐队里招来了一个年轻的班多钮手，名為阿尼巴尔·特洛伊罗（Anibal Troilo）。
这支乐队在阿根廷著名的国家咖啡馆首演，据说在当时得到了极大的好评。所以，他们决定做一次阿根廷境内的巡回表演。不幸的是，这次尝试是失败的，最后奥维诺和奥斯瓦尔多不得不卖掉他们的财产，才能换得回程的旅费。
遺憾的是，這個樂隊最后解散了。在接下来的一段时间，奥斯瓦尔多帮无声电影现场配乐，在咖啡馆继续演奏，和众多名音樂家临时性的组成多重奏，比如他與阿尼巴尔·特洛伊罗（Anibal Troilo）、同奥维诺·瓦尔达罗（Elvino Vardaro）重新合作，帮阿根廷电台（Radio Argentine）录音。班多钮名家佩德罗·洛伦兹（Pedro Laurenz）亦曾经请他做过乐队的钢琴师，La Beba就是这个时候写成的。另一位班多钮名家米盖洛·卡罗（Miguel Caro）也邀请他帮助过自己的乐队。
但是他最大的梦想是拥有一个属于自己的乐团。1936年，31岁的奥斯瓦尔多又成立了一个自己的六重奏樂隊，乐队在咖啡馆Germinal Café处子秀（咖啡馆在Corrientes大街上），但这支乐队给人留下的印象不多。

## 伟大的普格列斯乐队时代
1939年，34岁的奥斯瓦尔多·布格列斯终于组织起了後來貫穿他一生的乐队——普格列斯乐队（Orquesta Tipica Pugliese）,1939年8月11日，这支乐队在国家咖啡馆（El Nacional）举行首演，其成功十分轰动，一下子就跨入到大师级乐队的行列，而乐队的钢琴师和领队是奥斯瓦尔多。这支乐队一直遵循着德·卡罗（De Caro）的风格，基本上不用鼓，班多钮一般用作独奏旋律而不是背景上的节拍。节奏快慢不定，十分情绪化、戏剧化。奥斯瓦尔多曾用一个词形容自己的音乐—Yumba，他形容自己的音乐“yum-ba!yum-ba!”。保持第一和第三节拍为强音。这个词后来也成为了那首著名的探戈樂曲。
1968年19月，奥斯瓦尔多由于健康原因而導致樂隊得暫停表演，剩餘的樂隊成员决定继续组成他们自己的六重奏。

## 世界荣誉
奥斯瓦尔多·普格列斯由于其为探戈音乐做出的伟大贡献（不光是类型的变化，其戏剧化的音乐升华了探戈音乐艺术），得到世界各国的承认。古巴授予他文化奖章（cultural medal）；法国授予他文学和艺术勋位最高级勋章（Commandeur de L'Ordre des Arts et Lettres）；布宜诺斯艾利斯市授予他荣誉公民称号。而在他出生的地方，亦竖立起他的一尊雕像。不但如此，他還得到了国家探戈学院授予的荣誉院士称号（Honorary Academician）。在他出生的Crespo区，还有一个火车站以他的名字命名（Malabia - Osvaldo Pugliese）。
1985年，為庆祝探戈音乐国宝级大师奥斯瓦尔多·布格列斯80岁生日，他自己指挥自己的乐队（六重奏），在首都著名的科隆剧院演出，被电视節目记录为经典时刻。
1995年7月25日，他在布宜诺斯艾利斯病逝，终年89岁。在他的葬礼上，他的La Yumba被选定为送别曲目。他的女儿和外孙女都继承了他的精神，成为了钢琴家。

## 政治倾向及其余
在政治方面，奥斯瓦尔多·普格列斯是以坚定的非暴力共产主义活动家而闻名的，他曾经组织工人罢工，还争取过被过分压榨的妓女的权利。1936年，他加入阿根廷共产党（党号108）。在贝隆统治时代，军人政变上台的总统胡安·多明戈·贝隆（Juan Domingo Perón）,曾经囚禁过他，他的乐队则在他囚禁期间，继续演出，并在他空着的钢琴凳上放上一粟红色康乃馨以示对他的支持。据说贝隆曾经把他囚禁在一搜即将沉没的船上，并在最后一分钟才搭救他出来。但是布格列斯自己则没有对公众证明这一传言。后来，当他们和解，贝隆总统授予他五月勋章（阿根廷最高级别奖章）时，拥抱着他对他说：“大师，谢谢你原谅了我”！
1935年，奥斯瓦尔多同其余一些艺术家成立了艺术家工会，为了改变艺术家没有工作限制时间，过低薪酬，没有假期的局面。他自己的话形容：
1935年我成立了我们的工会，因为我们，流行音乐家们，从来没有过它（工会）。这是一个巨大的行动，由于一些人缺乏经验，（队伍里）我们两排间出现了争执和分裂，但是，我们展示了我们的战斗性，并得到了更好的薪酬，还有每天下午四点结束工作的时间表。
I set up our labor union in 1935, because we - the popular musicians - had never had one. It was somehow a huge movement, but because of the lack of experience of some people, discussions and divisions started between us. However, I can recall everyone showed combativeness and we've got better wages, weekly rest and the end of workday at 4PM.
又一次，当普格列斯的乐队在一次舞会上演奏假面舞会（La Cumparsita）并准备结束舞会时，警察闯进舞厅准备逮捕奥斯瓦尔多。但舞厅主人告诉他们在曲子结束前不可以打断舞会，于是布格列斯乐队一遍遍的重复演奏这首曲子，人们也连续不停的跳舞。最后警察只得放弃。这也成为了演奏这首曲子的一个记录。
他的夫人莉迪亚·爱尔曼Lydia Elman在一次采访时，告诉记者奥斯瓦尔多喜欢散步，他的灵感多来源于对人的观察。而且他经常半夜爬起来写曲子，并指导天亮。在奥斯瓦尔多80岁时候，被邀请到苏联进行21天的访问，但是他没有吃那里任何的食物因为不合口味。